# Wilfried Kanon
Wilfried Kanon est un footballeur international ivoirien né le 6 juillet 1993 à Taabo en Côte d'Ivoire. Il évolue au poste de défenseur au Pyramids FC.

## Biographie

### Carrière en club
Né en Côte d'Ivoire, il achève sa formation en Italie à Empoli avant de faire ses débuts professionnels en Roumanie et de se révéler aux Pays-Bas.
Le 1er juillet 2015, il s'engage pour 4 ans en faveur du LOSC Lille, où il retrouvera Hervé Renard, ancien sélectionneur de la Côte d'Ivoire, qui l'a lancé titulaire durant la CAN 2015. Pour le coach lillois, Kanon peut évoluer central axial gauche mais également au poste de latéral sans toutefois posséder le profil d'un joueur se projetant vers l'avant et bénéficie encore d'une grande marge de progression. Le 9 juillet 2015, le LOSC annonce que le transfert de Kanon ne peut se conclure, la visite médicale n'ayant pas donné satisfaction.

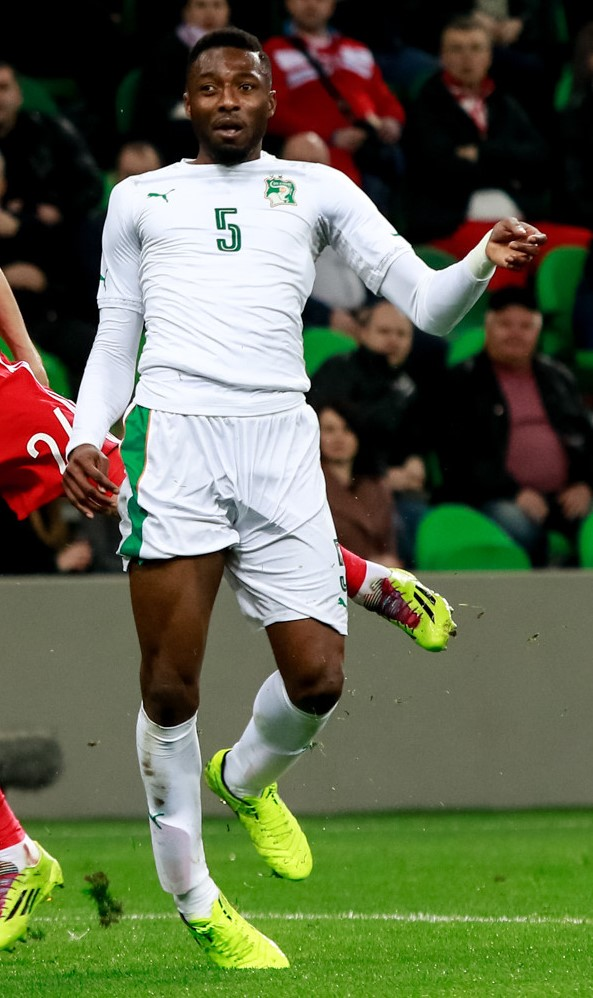
Rus-IvoryCoast (4)

### Carrière en sélection
Wilfried Kanon joue son premier match avec la Côte d'Ivoire le 11 janvier 2015 contre le Nigeria.
| Matches internationaux de Wilfried Kanon | Matches internationaux de Wilfried Kanon | Matches internationaux de Wilfried Kanon                 | Matches internationaux de Wilfried Kanon | Matches internationaux de Wilfried Kanon | Matches internationaux de Wilfried Kanon | Matches internationaux de Wilfried Kanon |
| Sélections                               | Date                                     | Lieu                                                     | Adversaire                               | Résultat                                 | Compétition                              | Notes                                    |
| ---------------------------------------- | ---------------------------------------- | -------------------------------------------------------- | ---------------------------------------- | ---------------------------------------- | ---------------------------------------- | ---------------------------------------- |
| 1.                                       | 11 janvier 2015                          | Stade Mohammed-Bin-Zayed, Abu Dhabi, Émirats arabes unis | Nigeria                                  | 1 - 0                                    | Match amical                             | Titulaire                                |
| 2.                                       | 15 janvier 2015                          | Stade Mohammed-Bin-Zayed, Abu Dhabi, Émirats arabes unis | Suède                                    | 0 - 2                                    | Match amical                             | Titulaire                                |
| 3.                                       | 20 janvier 2015                          | Nuevo Estadio de Malabo, Malabo, Guinée-Équatoriale      | Guinée                                   | 1 - 1                                    | CAN 2015                                 | Titulaire                                |
| 4.                                       | 24 janvier 2015                          | Nuevo Estadio de Malabo, Malabo, Guinée-Équatoriale      | Mali                                     | 1 - 1                                    | CAN 2015                                 | Titulaire                                |
| 5.                                       | 28 janvier 2015                          | Nuevo Estadio de Malabo, Malabo, Guinée-Équatoriale      | Cameroun                                 | 0 - 1                                    | CAN 2015                                 | Titulaire                                |

## Statistiques
| Club            | Saison      | Championnat | Championnat | Coupe  | Coupe | Continental | Continental | Total  | Total |
| Club            | Saison      | Matchs      | Buts        | Matchs | Buts  | Matchs      | Buts        | Matchs | Buts  |
| --------------- | ----------- | ----------- | ----------- | ------ | ----- | ----------- | ----------- | ------ | ----- |
| Gloria Bistrita | 2012-2013   | 25          | 0           | —      | —     | —           | —           | 25     | 0     |
| Gloria Bistrita | Total       | 25          | 0           | —      | —     | —           | —           | 25     | 0     |
| Corona Brașov   | 2013-2014   | 5           | 0           | —      | —     | —           | —           | 5      | 0     |
| Corona Brașov   | Total       | 5           | 0           | —      | —     | —           | —           | 5      | 0     |
| ADO Den Haag    | 2013-2014   | 9           | 0           | —      | —     | —           | —           | 9      | 0     |
| ADO Den Haag    | 2014-2015   | 14          | 0           | 1      | 0     | 8           | 1           | 23     | 1     |
| ADO Den Haag    | Total       | 23          | 0           | 1      | 0     | 8           | 1           | 32     | 1     |
| Bilan total     | Bilan total | 53          | 0           | 1      | 0     | 8           | 1           | 62     | 1     |

## Palmarès

### En sélection
- Côte d'Ivoire
  - Vainqueur de la Coupe d'Afrique des nations en 2015